# Knol
Knol var en internetbaserad annonsfinansierad encyklopedi, där artikelförfattarna signerade artiklarna med sina riktiga namn, ett webbprojekt drivet av Google. Ordet Knol ska förstås som "unit of knowledge" (kunskapsenhet). 
Projektet offentliggjordes 13 december 2007 och var inledningsvis på sluten betanivå. 23 juli 2008 offentliggjorde Google att Knol öppnat upp för allmänheten.
Knol upphörde som tjänst 1 maj 2012.